# Габріел Енаке
Габріел Енаке (рум. Gabriel Enache, нар. 18 серпня 1990, Пітешть) — румунський футболіст, півзахисник клубу «Астра» (Джурджу).
Виступав, зокрема, за клуб «кальчіо Мьовені», а також національну збірну Румунії.
Володар Кубка Румунії. 

## Клубна кар'єра
Народився 18 серпня 1990 року в місті Пітешть. Вихованець юнацьких команд футбольних клубів «Пітешть» та «Міовень».
У дорослому футболі дебютував 2008 року виступами за команду клубу «Міовень», в якій провів чотири сезони, взявши участь у 91 матчі чемпіонату.  Більшість часу, проведеного у складі, був основним гравцем команди.
До складу клубу «Астра» (Джурджу) приєднався 2012 року. Відтоді встиг відіграти за команду з Джурджу 102 матчі в національному чемпіонаті.

## Виступи за збірні
Протягом 2011–2012 років залучався до складу молодіжної збірної Румунії. На молодіжному рівні зіграв у 8 офіційних матчах, забив 2 голи.
У 2014 році дебютував в офіційних матчах у складі національної збірної Румунії. Наразі провів у формі головної команди країни 3 матчі.

## Титули і досягнення
- Володар Кубка Румунії (1):

«Астра» (Джурджу): 2013–14
- Володар Суперкубка Румунії (1):

«Астра» (Джурджу): 2014